# Sonu Sood
Sonu Sood (in panjābī ਸੋਨੂੰ ਸੂਦ, in hindī सोनू सूद, in telugu సోనూ సూద్, in tamil சோனு சூட்; 30 luglio 1973) è un attore indiano che ha recitato in film hindī, telugu, e tamil.

## Filmografia
- Majunu, regia di Ravichandran (2001)
- Zindagi Khoobsoorat Hai, (2002)
- Kovilpatti Veeralakshmi, regia di K.Rajeshwar (2003)
- Kahan Ho Tum, regia di Vijay Kumar (2003)
- Ayutha Ezhuthu, regia di Mani Ratnam (2004)
- Yuva, regia di Mani Ratnam (2004)
- Siskiyaan, regia di Ashwini Chaudhary (2005)
- Sheesha, regia di Ashu Trikha (2005)
- Aashiq Banaya Aapne, regia di Aditya Datt (2005)
- Chandramukhi, regia di P. Vasu (2005)
- Super, regia di Puri Jagannath (2005)
- Mr. Medhavi, regia di Neelakanta (2008)
- Singh Is Kinng, regia di Anees Bazmee (2008)
- Jodhaa Akbar, regia di Ashutosh Gowariker (2008)
- Dabangg (Senza paura), regia di Abhinav Kashyap (2010)
- Shootout at Wadala, Regia di Sanjay Gupta (2013)
- Happy New Year, regia di Farah Khan (2014)
- Kung-Fu Yoga (Gong fu yu jia), regia di Stanley Tong (2017)
- Paltan, regia di J. P. Dutta (2018)